# 娜塔莉亞·岡察洛娃
娜塔莉亞·奧列格芙娜·岡察洛娃（俄語：Наталия Олегович Гончарова，1989年6月1日—），俄羅斯女子排球運動員，出生於烏克蘭，場上司職接應二傳，俄羅斯國家女子排球隊成員。效力於迪納摩莫斯科女排。

## 運動生涯
岡察洛娃出生於運動員世家，曾祖母和祖母都是排球運動員，祖父和父親練過田徑，母親則是職業籃球運動員。岡察洛娃和姐姐瓦萊麗亞小時候都是在烏克蘭練習排球，並代表烏克蘭參加了2005年U17歐洲錦標賽。
2006年，岡察洛娃姊妹獲邀加盟俄超豪門莫斯科戴拿模女排。2010年岡察洛娃改為俄羅斯籍，同年即獲得世錦賽冠軍，其後開始代表俄羅斯出戰。在2011年俄羅斯女排超級聯賽，幫助莫斯科隊獲得亞軍。
2012年倫敦奧運女排落選賽暨亞洲區資格賽，在索科洛娃缺席、科舍列娃有傷的情況下從接應改打主攻表現不俗，最終幫助俄羅斯隊拿到倫敦奧運門票，並首次參加奧運會。
到了里約奧運週期，正式擔起了俄羅斯女排的得分重擔。2014年世界女子排球錦標賽，與加莫娃聯袂接應線，並偶爾客串主攻，俄羅斯女排獲得第五名。2015年女子排球世界盃，岡察洛娃已經成為俄羅斯女排絕對主力接應，發揮不俗並獲得最佳接應。其後順利入選俄羅斯女排的里約奧運名單。
2019年9月13日，俄羅斯排協公佈參加2019年女排世界盃14人名單，岡察洛娃入選並最終與隊伍奪得季軍。
2020年1月，俄羅斯女排主教練布扎託公佈國家隊27人大名單，岡察洛娃繼續入選。其後第三度代表俄羅斯參加奧運會。